# 藍貴人
藍貴人（亦作蘭貴人），姓名及出身均不詳，清朝康熙帝之貴人。

## 生平
目前並不清楚她是在何時被康熙帝收為後宮主位，僅知康熙四十六年，康熙帝位下未有以「藍」字或「蘭」字作為稱號的常在。雍正三年三月，宮中已有「蘭常在」之名。乾隆元年正月，宮中已有「蘭貴人」之名。乾隆二年五月二十六日申時，「寧壽宮蘭貴人」薨逝，同年五月二十八日，藍貴人金棺移送曹八里屯，有大臣、官員因沒有前往曹八里屯齊集而被議處。乾隆三年閏九月二十七日午時，藍貴人葬入景陵妃園寢。